# Zenekarvezető
A zenekarvezető elsősorban kisebb létszámú, könnyűzenei és népzenei együtteseknél használatos kifejezés, a kiemelt szerepet játszó tagra. Pontos tartalma együttesenként változó, van, ahol nagyrészt az ő szava dönt, míg máshol inkább „első az egyenlők közt”. Időnként megegyezik a frontember személyével, de ez nem feltétlenül jellemző, a zenekarvezetők egy része inkább hagyja, hogy más tagok (leginkább az énekes) legyenek reflektorfényben. Komolyzenében és énekkaroknál karvezetőről szokás beszélni, aki azonban maga nem játszik hangszeren, nem énekel, hanem a zenészeket, énekeseket dirigálja előadás közben.
A kelet-közép-európai országokban a poszt fontosságát növelte, hogy a szocializmusban nem ismerték el a menedzseri szakmát (Magyarországon egyedül a Neoton Famíliának lehetett hivatalos menedzsere Erdős Péter személyében), így a szervezéssel, az együttes képviseletével kapcsolatos teendők is a zenészekre hárultak. Emiatt volt példa arra is, hogy egy-egy tag kimondottan zenekarvezetői szerepben vett részt az együttes munkájában, minimális részt vállalva a hangzásban (Schuster Lóránt - P. Mobil, Tereh István - Solaris, Első Emelet).
A zenekarvezető általában a névhasználati jogokkal is rendelkezik (esetenként éppen az ő nevét viseli az együttes (pl. Ganxsta Zolee és a Kartel, Kispál és a Borz)), ennek főként akkor van jelentősége, ha szakadásra vagy újjáalakulásra kerül sor. Előfordul azonban olyan is, hogy a zenekarvezető megválik együttesétől, amely a megmaradt tagokkal, régi néven működik tovább.

## Lásd még
- Frontember